# Joe Brainard
Joe Brainard (1942-1994) va ser un artista polifacètic i escriptor estatunidenc. Des de ben petit va mostrar un talent artístic, guanyant gairebé tots els concurs d'art en què va participar. S'instal·là a Nova York el 1961, seguint els seus amics de l'institut Ron Padgett, Dick Gallup i Ted Berrigan, amb els quals havien fundat la revista d'art i literatura The White Dove Review. El 1964 Brainard ja havia fet la seva primera exposició individual i es movia en els ambients de l'expressionisme abstracte de l'Escola de Nova York i d'altres pintors reconeguts com Andy Warhol i Jasper Johns. A banda de quadres pictòrics i collages, Brainard va fer decorats i vestuaris teatrals, cobertes d'un gran nombre de llibres de poesia i revistes. La seva obra s'exposa, entre d'altres, al MoMA, el Metropolitan Museum of Art i el Whitney Museum de Nova York, i en nombroses col·leccions privades. Entre els seus escrits hi ha memòries, diaris i assaigs breus. L'Avenç va publicar el 2010 el seu llibre Me'n recordo, en traducció de Màrius Serra.”